# 須藤優
須藤 優（すどう ゆう、1990年2月20日 -）は、地方競馬の浦和競馬場柘榴浩樹厩舎所属だった元騎手である。地方競馬教養センター騎手課程第85期生。

## 来歴
2007年3月31日付けで地方競馬騎手免許を取得。同年4月23日第1回浦和競馬1日目第1競走C3十三組十四組条件戦エンジェルハンナで初騎乗（5頭立て4番人気4着）。同年10月15日第7回浦和競馬1日目第4競走3歳五組六組条件戦（160.5万以上211．5万未満）をエマドンナで優勝（12頭立て5番人気）し、65戦目で初勝利。
2013年8月1日～2014年1月4日の間、高知競馬場の別府真司厩舎に所属し期間限定で騎乗した。
2015年8月31日をもって、須藤本人の申し出により引退した。
地方通算成績は1246戦39勝・2着48回・3着82回・勝率3.1%・連対率7%（2014年1月7日現在）